# Температурный коэффициент электрического сопротивления
Температу́рный коэффицие́нт электри́ческого сопротивле́ния  — величина, равная относительному изменению электрического сопротивления участка электрической цепи или удельного сопротивления вещества при изменении температуры на единицу.
{\displaystyle \alpha ={\frac {1}{R}}{\frac {dR}{dT}}}
Температурный коэффициент сопротивления характеризует зависимость электрического сопротивления от температуры и имеет размерность обратную температуре. В СИ измеряется в кельвинах в минус первой степени (K−1).
Также часто применяется физическая величина «температурный коэффициент проводимости». Он равен значению коэффициента сопротивления с обратным знаком.
Для большинства металлов и металлических сплавов температурный коэффициент сопротивления положителен: их удельное сопротивление растёт с ростом температуры вследствие рассеяния электронов на фононах (тепловых колебаниях кристаллической решётки).
Для полупроводников без примесей он отрицателен (сопротивление с ростом температуры падает), поскольку при повышении температуры всё большее число электронов переходит в зону проводимости, соответственно увеличивается и концентрация дырок. Качественно такой же характер как и у полупроводников и по тем же причинам имеет температурная зависимость сопротивления твёрдых и неполярных жидких диэлектриков. Полярные жидкости уменьшают своё удельное сопротивление с ростом температуры более резко вследствие роста степени диссоциации и уменьшения вязкости. На практике этот эффект применялся для защиты электронных ламп от бросков пускового тока (см. Урдокс).
Температурная зависимость сопротивления металлических сплавов, газов, легированных полупроводников и электролитов носит более сложный характер.
Существуют сплавы (например, константан, манганин), имеющие очень малый температурный коэффициент сопротивления, то есть их удельное сопротивление очень слабо зависит от температуры. Эти сплавы применяются в электроизмерительной аппаратуре.